# Saccolaimus peli
Saccolaimus peli is een vleermuis uit het geslacht Saccolaimus die voorkomt in de Afrikaanse regenwouden van Liberia tot West-Kenia en Noord-Angola. Deze soort eet insecten, die boven de vegetatie of bij bosranden gevangen worden. S. peli heeft een actieve, wendbare vlucht. Tijdens de vlucht maakt hij een geluid dat als "tjoewie" klinkt.
S. peli is een grote, donkere vleermuis met grote ogen, kleine oren, een brede, platte kop, puntige vleugels en een korte vacht. Zoals bij alle Taphozoinae is er een keelzak aanwezig. De kop-romplengte bedraagt 110 tot 157 mm, de voorarmlengte 84 tot 97 mm en het gewicht 92 tot 105 g.
Saccolaimus flaviventris · Saccolaimus mixtus · Saccolaimus peli · Saccolaimus saccolaimus